# Энтергалактик
«Энтергалактик» (англ. Entergalactic) — музыкальный мультфильм для взрослых («телевизионный спешл»), основанный на одноимённом альбоме рэпера Кида Кади. Премьера состоялась 30 сентября 2022 года на сервисе Netflix.

## Сюжет
Джабари — уличный художник из Нью-Йорка. Он придумал персонажа, которого теперь рисует на стенах в разных частях города. Постепенно этот персонаж стал популярным, и издательство комиксов пригласило Джабари к себе на работу. Издательство хочет выпустить комикс с этим персонажем. Эта работа позволила Джабари переехать в новую квартиру на Манхэттене.
В пятничный вечер Джабари не может уснуть из-за громкой музыки в соседней квартире. Он отправляется туда, чтобы узнать, кто хозяин вечеринки. Так Джабари знакомится со своей соседкой Мэдоу. На следующее утро Мэдоу приглашает Джабари в кафе в качестве извинения за шум. Джабари узнаёт, что Мэдоу занимается фотографией.
Парень и девушка проникаются симпатией друг к другу. Друзья Джабари подначивают его, чтобы тот шёл дальше и не стеснялся заводить отношения с соседкой. Подруга Мэдоу даёт ей подобные советы. В итоге, когда Джабари уже хочет отправиться в соседнюю квартиру, Мэдоу приходит к нему сама. У соседей завязываются отношения, и всё больше времени они начинают проводить вместе.
Бывшая девушка Джабари Кармен зовёт того к себе, чтобы помочь ей избавиться от крыс. Джабари забывает у неё свою толстовку. Позже Кармен присылает ему своё селфи в его толстовке. Эту фотографию видит Мэдоу. Она возвращается в свою квартиру и теперь игнорирует Джабари. Параллельно у неё начинаются сложные дни, связанные с подготовкой её фотовыставки.
В вечер открытия выставки Мэдоу ждёт, что Джабари придёт на неё. Джабари приходит, но сразу покидает её. Так как Мэдоу на выставке во вступительном слове говорила, что голодна, Джабари оставляет ей послание на рекламном билборде с подсказкой, где он будет её ждать. Мэдоу садится в такси и отправляется в кафе, где прошло их первое свидание.

## Роли озвучивали
- Скотт Мескади — Джабари
- Джессика Уильямс — Мэдоу
- Лора Харриер — Кармен
- Ty Dolla Sign — Кай
- Тимоти Шаламе — Джимми
- Ванесса Хадженс — Карина
- Кристофер Эбботт — Рид
- Кит Дэвид — мистер Рейджер
- Артуро Кастро[англ.] — Лин
- Джейден Смит — Джордан
- 070 Shake[англ.] — Надя
- Маколей Калкин — Даунтаун Пэт
- Майша Мескади — Элли
- Тейяна Тейлор — тренер по боксу

## Производство
23 июля 2019 года Netflix анонсировали, что Кид Кади и Йен Эдельман спродюсируют музыкальный мультсериал для взрослых на основе альбома Кида Кади Entergalactic, который должен выйти одновременно с мультсериалом. Кади ранее уже сотрудничал с Эдельманом в 2010 году в сериале HBO «Как преуспеть в Америке». Кади выступил в качестве исполнительного продюсера вместе с Кенья Беррис через их продюсерские компании Mad Solar и Khalabo Ink Society. Альбом Entergalactic должен был стать продолжением альбома Passion, Pain & Demon Slayin’ и выйти после него, но из-за задержек с выходом мультсериала раньше был выпущен альбом Man on the Moon III: The Chosen.
15 сентября 2021 года в 12-летнюю годовщину выхода своего дебютного альбома Man on the Moon: The End of Day Кади опубликовал тизер мультсериала. Стало известно, что музыкальными продюсерами выступят Dot da Genius и Plain Pat. В конце сентября Кади поблагодарил в Твиттере команду, которая помогла воплотить этот проект в жизнь.
8 июня 2022 года Netflix представили трейлер, в котором также был показан актёрский состав, это Джессика Уильямс, Тимоти Шаламе, Ty Dolla Sign, Лора Харриер, Ванесса Хадженс, Кристофер Эбботт, 070 Shake, Тейяна Тейлор, Джейден Смит, Кит Дэвид, Артуро Кастро и Маколей Калкин. Майша Мескади, старшая сестра Кида Кади, озвучила старшую сестру главного героя. 15 июня стало известно, что премьера мультсериала намечена на 30 сентября 2022 года. Из опубликованного в конце августа календаря релизов стало известно, что проект Entergalactic будет выпущен как «спецвыпуск». 12 сентября был представлен ещё один трейлер.

## Отзывы
Критики в целом благоприятно приняли этот спецвыпуск. На Rotten Tomatoes рейтинг «свежести» составляет 93 %, на Metacritic у мультфильма 77 баллов из 100.